# RWW-Hauptverwaltung

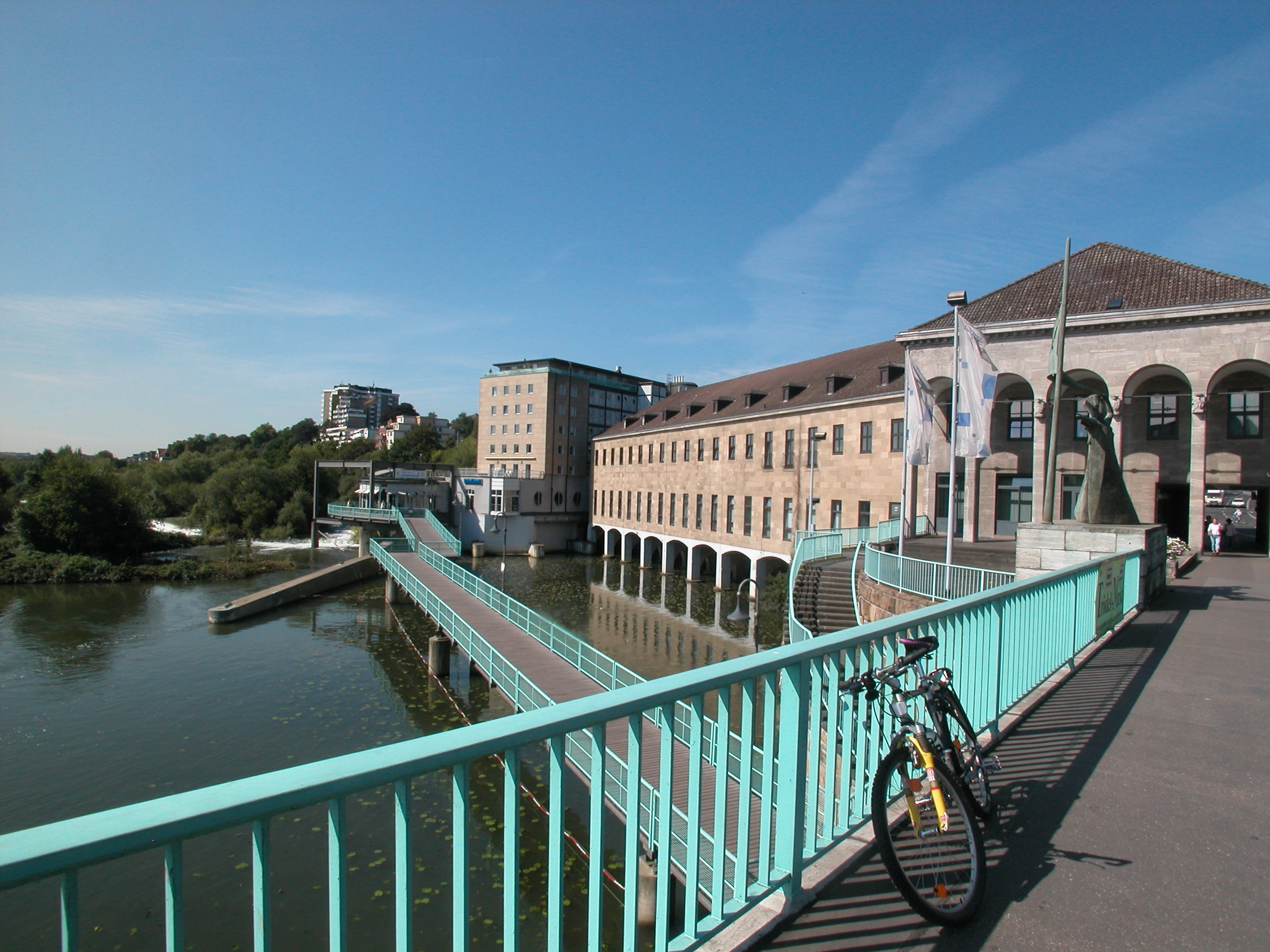
RWW-Hauptverwaltung, 2007

Mühle, 1911

RWW-Hauptverwaltung ist der Sitz der Rheinisch-Westfälischen Wasserwerksgesellschaft (RWW) mit der Anschrift Am Schloß Broich 1–3, Mülheim an der Ruhr. Es befindet sich gegenüber der Mülheimer Stadthalle. Errichtet 1911 diente es bis 1912 als Elektrizitätswerk von August Thyssen. Die RWW erwarb das Gebäude und ließ 1928 bis 1929 nach den Plänen der Architekten Pfeifer und Großmann das Gebäude umbauen. Von 1990 bis 1992 wurde das Gebäude saniert und Erweiterungen im Innen- sowie Außenbereich nach Plänen des Düsseldorfer Architektenbüros Hofstadt & Schneider durchgeführt.